# ゾンマーカール
ゾンマーカール (ドイツ語: Sommerkahl) は、ドイツ連邦共和国バイエルン州ウンターフランケン行政管区のアシャッフェンブルク郡に属す町村（以下、本項では便宜上「町」と記述する）であり、シェルクリッペン行政共同体の一員である。

## 地理

ゾンマーカールの地区図および土地利用図。ピンクが住宅地および商工業地、白が緑地および耕作地、緑が森林

### 位置
ゾンマーカールはカールグルント地方に含まれるバイエルンのウンターマイン地域、シュペックカール川沿いに位置している。

### 自治体の構成
町内には 2つの管区 (Gemarkung) がある。
| 管区 (Gemarkung)               | 管区 (Gemarkung)      | 面積 (ha) |
| ------------------------------ | --------------------- | --------- |
| ゾンマーカール                 | Sommerkahl            | 544       |
| シェルクリッペナー・フォルスト | Schöllkrippener Forst | 2         |
| ゾンマーカール町 合計          | ゾンマーカール町 合計 | 546       |

ゾンマーカール管区は、2つの地区 (Ortsteil) に分けられる。
| 地区 (Ortsteil)、集落 (Ort) | 地区 (Ortsteil)、集落 (Ort) | 人口  | 高度（海抜 m） |
| --------------------------- | --------------------------- | ----- | -------------- |
| ゾンマーカール              | Sommerkahl                  | 877   | 220            |
| フォルムヴァルト            | Vormwald                    | 248   | 300            |
| ゾンマーカール町 合計       | ゾンマーカール町 合計       | 1,125 |                |

ゾンマーカールの東側、シュペックカール川の水源地域に 2つの飛び地がある。シェルクリッペナー・フォルストは無人の管区（地区はない）である。この町の北東にあたる市町村に属さない同名の地域と混同しない要注意が必要である。
かつてのオーバーゾンマーカール地区とウンターゾンマーカール地区は都市構造上融合しており、ゾンマーカール地区を形成している。

### 隣接する市町村
ゾンマーカールは、北はシェルクリッペン、北東は市町村に属さないシェルクリッペンの森（シェルクリッペナー・フォルスト）、東はハイゲンブリュッケン、南はザイラウフの森(
ザイラウファー・フォルスト）、南西はザイラウフ、西はブランケンバッハと境を接している。

## 地名

### 語源
ゾンマーカールという地名は、町内を流れランゲンボルン近郊でカール川に合流する小川ゾンマーカール川に由来する。

### 歴史的表記
歴史的な史料および文献に記述されたこの町の表記には以下のものがある。
| - 1250年 Sunderkalden - 1282年 Sunderkalde - 1380年 Somerkalten | - 1514年 Sunderkalde - 1532年 Somerkale - 1625年 Sommerkahl |

## 歴史

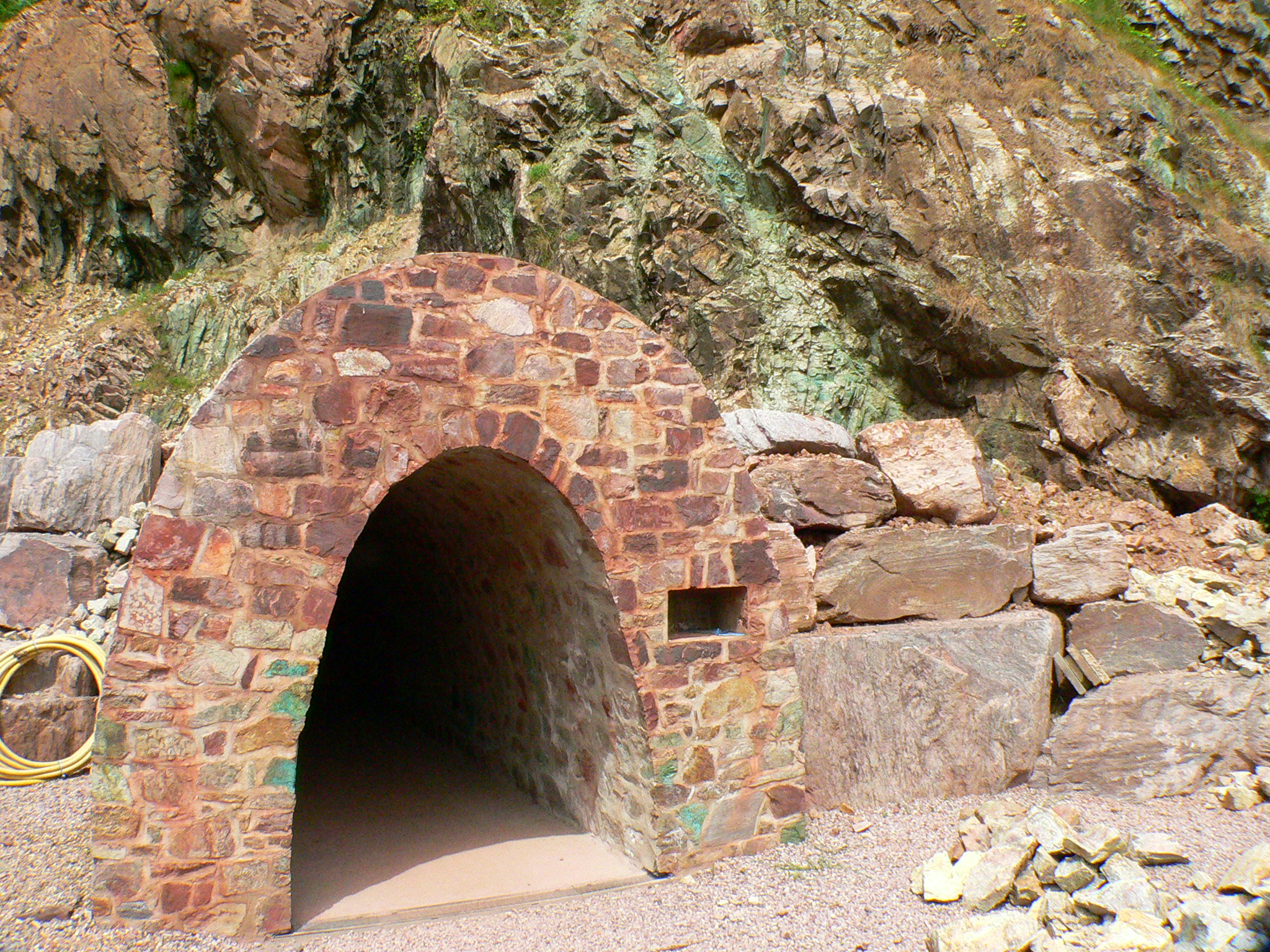
ヴィルヘルミーネ銅鉱山

最も古い集落はウンターゾンマーカールである。この農村は13世紀に記述されており、中世後期に鉱山集落オーバーゾンマーカールが形成された。16世紀から17世紀に、山の斜面にフォア・デム・ヴァルデ集落（後のフォルムヴァルト）が形成された。
1542年から1922年まで、この地域では銅の採掘が行われていた。現在では観光鉱山のヴィルヘルミーネ坑では、歴史的な鉱業の詳細な紹介がなされている。
ゾンマーカールは、4つの領邦・統治機関に属した: 982年から1803年までマインツ選帝侯領、1803年から1810年までアシャッフェンブルク侯領、1810年から1814年までフランクフルト大公国、1814年から現在までがバイエルン王国およびバイエルン州である。
ゾンマーカールは、1862年7月1日に創設されたベツィルクスアムト・アルツェナウに属した。このベツィルクは1939年1月1日にアルツェナウ・イン・ウンターフランケン郡に改組された。この郡の廃止に伴って、ゾンマーカールは1972年7月1日に新たに創設されたアシャッフェンブルク郡に属した。

## 行政

### 議会
2014年3月16日の選挙以後、ゾンマーカールの町議会は12人の議員で構成されている。これに議長として首長が参加する。

### 紋章
図柄: 赤地に斜め十字に配置された2本の銀のハンマー。その下に細い銀の波帯。さらにその下に水平に置かれた金のオークの葉。
紋章の歴史: 紋章上部の工具ハンマーは、町域内で1542年から行われてきた銅や鉄の採掘といった鉱業を意味している。この町での鉱業は1922年に停止した。採鉱の終わりを記憶するために紋章に工具が描かれた。波帯は、この町がカール川沿いに位置する地理上の環境を示している。オークの葉は、この町が位置するオークの木が豊かなシュペッサルト山地を表している。赤と銀の配色は、982年から1803年までゾンマーカールが属していたマインツ選帝侯領を象徴している。
この紋章は、1972年2月7日に認可された。

### 姉妹自治体
- ゴイスニッツ（現在はドイツ、ザクセン＝アンハルト州ツァイツ（ドイツ語版、英語版）の一地区となっている旧町村）1992年[7]

## 文化と見所

### 建造物

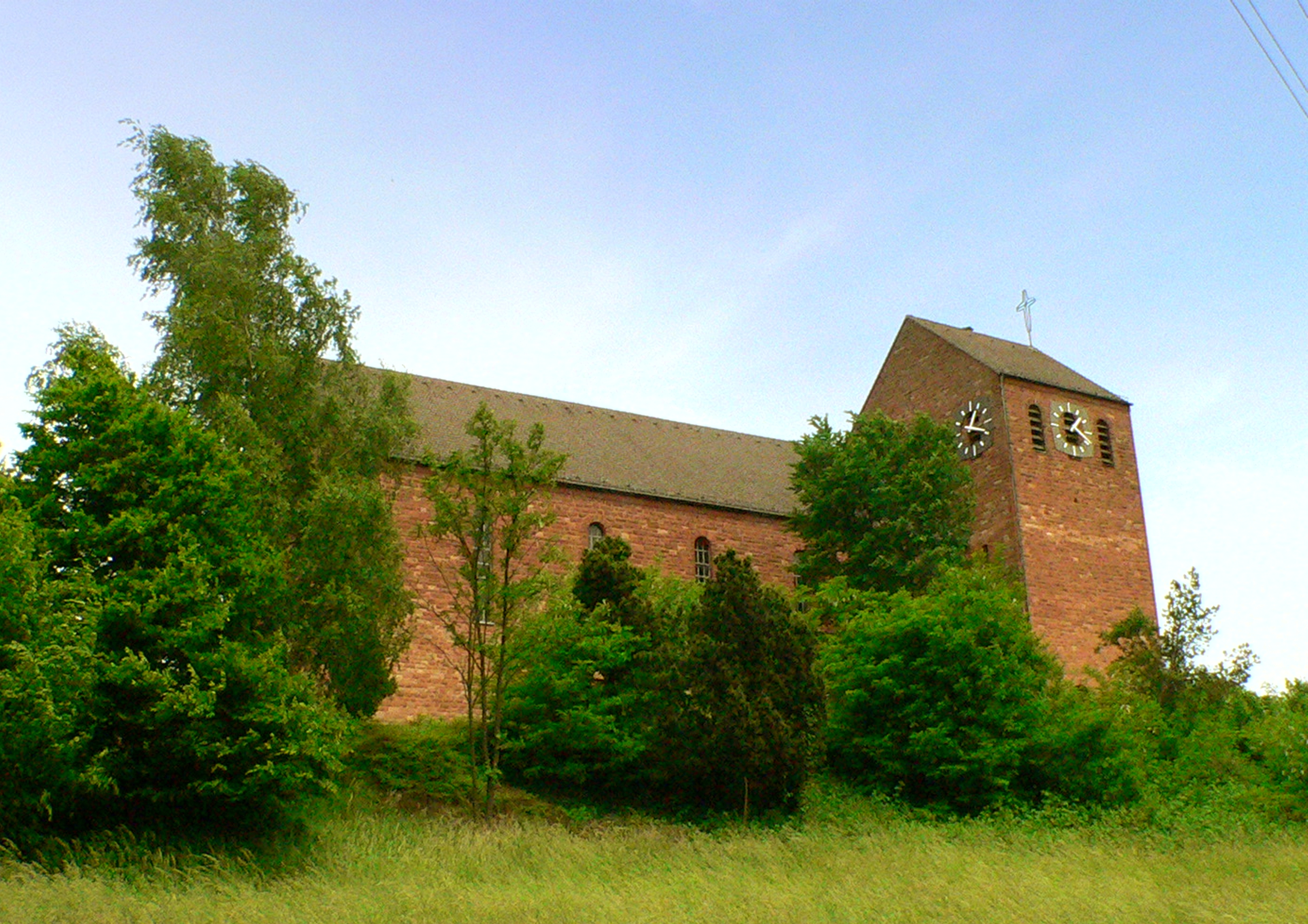
マーテル・ドロローサ教区教会

ゾンマーカールの校舎は1936年8月1日に供用が開始された。ヴィルヘルミーネ坑の廃材、特に石材、鉄製の梁、木材などが建設資材の一部として用いられている。この建物は、1959年10月25日に拡張工事が完成し、本来の用途に供された。
ゾンマーカールにはカトリックのマーテル・ドロローサ教区教会がある。教会建設に際して、1959年5月10日に礎石が据えられた。1960年第4アドヴェントに最初の礼拝が行われた。また、かつての銅採掘鉱山のヴィルヘルミーネ坑がある。1542年から1922年まで初めは坑外で、1871年からは地下坑道でも銅の採掘が行われた。この鉱山周辺では毎年第1アドヴェント前の週末にバルバラマーケットが開催される。この鉱山は申請すれば見学することができる。

### 水車
ゾンマーカールにおける水車（ウンターミューレ）に関する最初の記録は1633年のものである。1837年には、ゾンマーカールに5基の水車があった。初めにゾンマーカール川上流のオーバーミューレ・アム・ベルクヴェルクが造られた。その後グラザースミューレ（後にゲルツミューレと改名）が続き、さらにゲスナースミューレが加わった。プファッフスミューレと、アントンスミューレとも呼ばれるウンターミューレはウンターゾンマーカール集落に建設された。水車は例外なく、黒パンや白パンを作るライ麦や小麦などの穀物を挽くための水車であった。1955年にオーバーミューレは停止した。その後、遅くとも15年のうちに他の水車も操業を停止した。上記のゾンマーカールの水車の建物はいずれも現在まで遺されている。

## 人物

### ゆかりの人物
- ハイコ・ヴェスターマン（1983年 - ）幼少期をゾンマーカールで過ごした。

## 引用
1. ↑  https://www.statistikdaten.bayern.de/genesis/online?operation=result&code=12411-003r&leerzeilen=false&language=de Genesis-Online-Datenbank des Bayerischen Landesamtes für Statistik Tabelle 12411-003r Fortschreibung des Bevölkerungsstandes: Gemeinden, Stichtag (Einwohnerzahlen auf Grundlage des Zensus 2011)
2. ↑  Byerische Landesbibliothek Online - Sommerkahl（2015年11月7日 閲覧）
3. ↑  2015年7月23日現在、VG Schöllkrippen - Gemenide Sommerkahl - Zahlen & Fakten - Einwohner（2015年11月7日 閲覧）
4. ↑  Wolf-Armin Frhr. v. Reitzenstein: Lexikon fränkischer Ortsnamen. Herkunft und Bedeutung. C.H.Beck, München 2009, ISBN 978-3-406-59131-0, S. 209.
5. ↑  バイエルン州統計局: 2014年3月16日のアシャッフェン郡に属す市町村の市町村議会議員選挙結果（2015年11月7日 閲覧）
6. ↑  Bayerns Gemeinden - Gemeinde Sommerkahl（2015年11月7日 閲覧）
7. ↑  Partnerschaft Sommerkahl - Geußnitz besteht bereits 15 Jahre, Main-Echo 2008年7月7日付け（2015年11月7日 閲覧）